# Konzertmuschel Langenargen

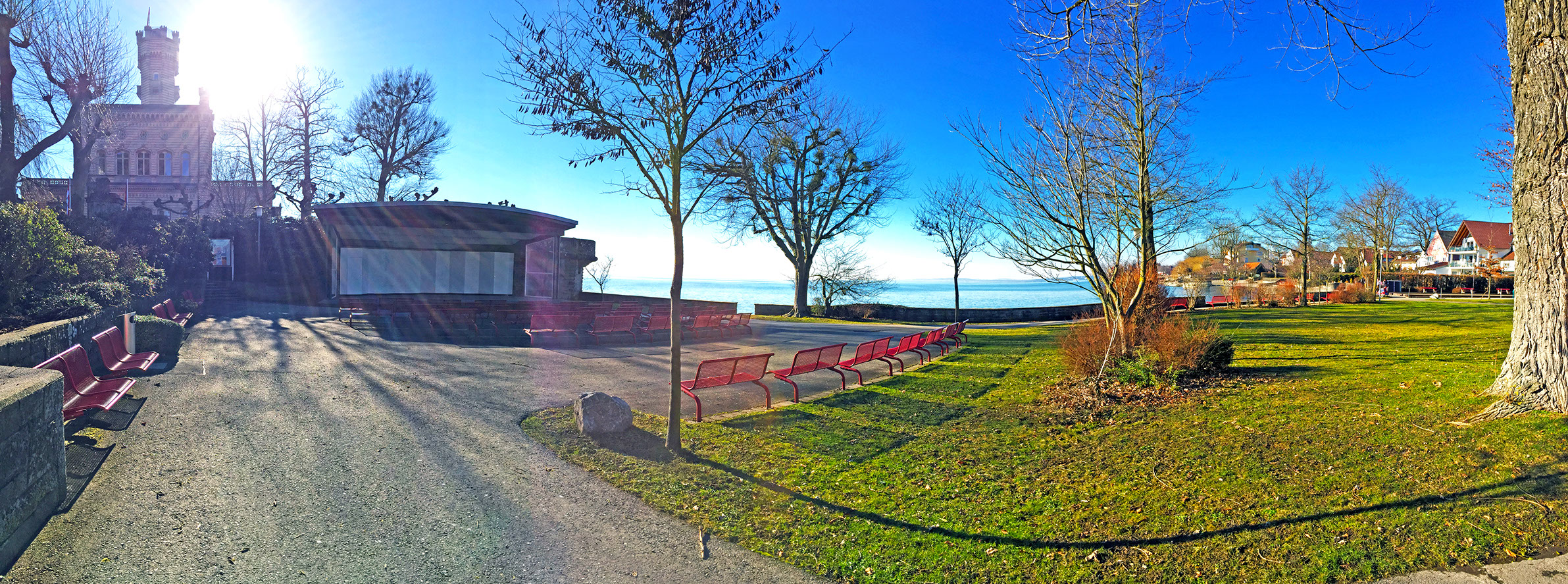
Konzertmuschel Langenargen im Schlosspark

Die Konzertmuschel Langenargen, errichtet 1963, ist ein Veranstaltungsort im Schlosspark vor Schloss Montfort in Langenargen am Bodensee. Über die Sommermonate finden dort Veranstaltungen wie die Langenargener Festspiele und die Promenadenkonzerte statt.

## Geschichte
In der Zeit von 1902 bis 1939 befand sich das Schloss Montfort im Besitz der Familie von Leube und wurde als Sommerresidenz genutzt. Die westliche Schlossbucht, Standort der heutigen Konzertmuschel, diente der Familie als Badeplatz. Der kleine Anlageplatz an der Stelle des Abgangs zur heutigen Musikmuschel wurde als Anlegestelle für die Familienyacht genutzt. Der Schlosspark befand sich zu seiner Zeit zur Unteren Seestraße hin, war für die Öffentlichkeit unzugänglich und größtenteils uneinsehbar.
Im Jahr 1940 erwarb eine Bürgergemeinschaft das Anwesen und öffnete die Tore des Schlosses Montfort für die Einheimischen und Gäste. Die westliche Schlossbucht wurde sodann aufgefüllt und erweiterte die Ufer- und Schlossparkanlage von Langenargen. 
Im Jahr 1957 entstand dort eine Minigolfanlage. Nur wenige Jahre darauf, im Jahr 1962, wurden die Boccia-Bahnen errichtet, der Gemeinderat beschloss den Bau einer Musikmuschel in der westlichen Parkanlage. Der Bau wurde im Jahr 1963 begonnen.
Am Sonntag, 4. August 1963, wurde die Musikmuschel unter Mitwirkung der Bürgerkapelle Langenargen und des Männergesangvereins Frohsinn eingeweiht. Bürgermeister Franz Eble bezeichnete das Bauwerk in seiner Rede als „Kulturtankstelle“ für die Einwohnerschaft und die Feriengäste von Langenargen.
Seit dem Jahr 1963 werden an der Musikmuschel regelmäßig in den Sommermonaten Kurkonzerte gegeben. Seit dem Jahr 2018 wandelt sich die Konzertmuschel und das umliegende Gelände von Juni bis August zum Festspielgelände und dient als Freilichtspielstätte für das Sommertheater der Langenargener Festspiele.